# Oğulcan Baykan
Oğulcan Baykan (Bakirkoy, 7 de enero de 1996) es un baloncestista turco que pertenece a la plantilla del Yalovaspor BK de la BSL turca. Con 1,96 metros de estatura juega en la posición de escolta.

## Trayectoria deportiva

### Profesional
Comenzó a jugar en las categorías inferiores del Anadolu Efes S.K., de donde pasó en 2012 al Pertevniyal Istanbul, equipo filial, de la Türkiye Basketbol 2. Ligi, la segunda división del baloncesto turco. Allí jugó hasta la temporada 2015-16, en la que estaba promediando 10,7 puntos, 2,8 rebotes y 2,7 asistencias por partido, cuando fue reclamado por su club de origen, el Anadolu Efes S.K., con el que jugó hasta final de temporada, renovando el contrato en el mes de julio por tres temporadas más.

### Selección nacional
Ha jugado con la selección de Turquía en sub-16, sub-18, sub-19 y sub-20, ganando el oro en el europeo sub-16 de 2012, y en los europeos sub-18 de 2013 y 2014. En 2015 ganó la medalla de bronce en el Mundial sub-19 disputado en Grecia, y de nuevo fue bronce en el europeo sub-20 de 2016.